# Sally Holmes
Die Rosensorte Sally Holmes ist eine Moschus-Rose, die vom Rosenzüchter Robert A. Holmes gezüchtet und 1976 durch die englische Rosenfirma Fryer eingeführt wurde. Diese Kreuzung entstand aus der weißen Floribundarose 'Ivory Fashion' (Boerner 1958) und der rosafarbenen Moschus-Rose 'Ballerina' (Bentall 1937). Der Sortenname 'Sally Holmes' ist der Ehefrau des Züchters gewidmet.
'Sally Holmes' erreicht Wuchshöhen von etwa 1,8 Metern. Die gesunden Laubblätter sind glänzend dunkelgrün. 'Sally Holmes' ist eine in Schüben den ganzen Sommer blühende blass rosa bis später weiße floribunda-ähnliche Strauchrose. Sie blüht in vollen Büscheln. Die ungefüllte Blüten zeigen ihre gelben Staubbeutel und duftet ganz leicht. Die Sorte besitzt eine gute Fernwirkung und ist als Kübelpflanze haltbar. Sie ist schattentolerant, krankheitsresistent und die Winterhärte entspricht USDA-Zone 5–9.
Die Rosensorte wurde mehrfach ausgezeichnet und erhielt unter anderem Goldmedaillen bei den Rosenwettbewerben in Monza (1979), Baden-Baden (1980) und Portland (1993). 2012 wurde sie als erste einfachblühende Rosensorte zur Weltrose gekürt.